# Красносельский район (Санкт-Петербург)
Красносе́льский райо́н — административно-территориальная единица Санкт-Петербурга. Расположен в юго-западной части города.
Граничит с:
- Кировским районом
- Московским районом
- Петродворцовым районом
- Ломоносовским районом Ленинградской области
- Гатчинским районом Ленинградской области

## История
Образован указом Президиума Верховного Совета РСФСР от 13 апреля 1973 года. Помимо Красного Села району были приданы часть территории Кировского района (от Угольной Гавани до Таллинского шоссе, посёлки Урицк, Сосновая Поляна, Сергиево, Старо-Паново), а также Горелово, Торики и Можайский.
В 1979 году в состав Красносельского района вошёл посёлок Хвойный, до этого входивший в состав Гатчинского района Ленинградской области. Территория этого военного городка со всех сторон окружена территорией Гатчинского района Ленинградской области, он является анклавом.
В 2003 году в состав Красносельского района вошли два многоквартирных жилых дома, которые прежде входили в состав поселка Виллози под номерами 10 и 16 (ныне Гатчинское шоссе, 60, корпус 1 и 2, соответственно).

## Население
| 2002     | 2009     | 2010     | 2012     | 2013     | 2014     | 2015     | 2016     | 2017     |
| -------- | -------- | -------- | -------- | -------- | -------- | -------- | -------- | -------- |
| 305 129  | ↗305 719 | ↗330 546 | ↗337 135 | ↗342 578 | ↗350 993 | ↗357 091 | ↗366 442 | ↗369 766 |
| 2018     | 2019     | 2020     | 2021     | 2023     | 2025     |          |          |          |
| ↗383 111 | ↗397 609 | ↗408 026 | ↗426 372 | ↗431 546 | ↗440 817 |          |          |          |

Национальный состав
По итогам переписи населения 2020 года проживали следующие национальности (национальности менее 0,1 % и другое см. в сноске к строке «Другие»):
| Национальность | Численность, чел. | Доля     |
| -------------- | ----------------- | -------- |
| Русские        | 256 261           | 60,10 %  |
| Украинцы       | 2038              | 0,48 %   |
| Татары         | 1273              | 0,30 %   |
| Белорусы       | 1211              | 0,28 %   |
| Азербайджанцы  | 992               | 0,23 %   |
| Армяне         | 793               | 0,19 %   |
| Узбеки         | 621               | 0,15 %   |
| Таджики        | 528               | 0,12 %   |
| Другие         | 162 655           | 38,15 %  |
| Итого          | 426 372           | 100,00 % |

## Внутригородские муниципальные образования
В границах Красносельского района Санкт-Петербурга располагаются 7 внутригородских муниципальных образований, в том числе 6 муниципальных округов и 1 город:
| № | Флаг | Герб | Статус ВМО | Название ВМО     | Дата присвоения | Бывшее № название | Площадь, км² | Население, чел. (2025 г.) |
| - | ---- | ---- | ---------- | ---------------- | --------------- | ----------------- | ------------ | ------------------------- |
| 1 |      |      | мун. округ | Юго-Запад        | 09.07.2009      | МО № 37           | 2,84         | ↘58 269                   |
| 2 |      |      | мун. округ | Южно-Приморский  | 19.05.2008      | МО № 38           | 10,28        | ↗130 109                  |
| 3 |      |      | мун. округ | Сосновая Поляна  | 12.03.2001      | МО № 39           | 8,87         | ↗76 863                   |
| 4 |      |      | мун. округ | Урицк            | 05.02.1999      | МО № 40           | 4,81         | ↘49 984                   |
| 5 |      |      | мун. округ | Константиновское | 21.07.2008      | МО № 41           | 13,09        | ↘35 236                   |
| 6 |      |      | мун. округ | Горелово         | 19.05.2008      | МО № 42           | 33,00        | ↗29 194                   |
| 7 |      |      | город      | Красное Село     | 30.06.2005      | МО № 43           | 19,28        | ↗61 162                   |

Это единственный район Санкт-Петербурга, включающий в себя и муниципальные округа в собственно городской черте, и город; при этом администрация района находится не в Красном Селе (в отличие от таких районов, как Колпинский, Пушкинский и других), а в муниципальном округе Урицк.
С 18 февраля 2019 года администрацию Красносельского района возглавлял Олег Фадеенко. В декабре 2024 года Фадеенко был обвинён в коррупции и снят с должности.

## Достопримечательности
На территории района находятся несколько зелёных зон:
- Южно-Приморский парк, созданный в 1960—1970 годах к столетию В. И. Ленина коллективом под руководством архитектора А. Г. Лелякова. Так же здесь расположен парк аттракционов «Планета лета».
- Парк «Сосновая Поляна».
- Демидовский парк (парк усадьбы «Литания»).
- Воронцова дача, дача Миниха, дача Демидова и многие другие бывшие усадьбы к югу от Петергофского шоссе.
- Полежаевский парк, где основные объекты парка связаны с Великой Оте.чественной войной и блокадой Ленинграда.
- Река Ивановка.
- Променад на Петергофском шоссе.
- Парк «Красное Село», Нижний парк, сад церкви Пресвятой Троицы (он же Верхний сад), сад церкви Александра Невского, Можайский сквер, сквер «Автомобилист», сквер «Скорбящая мать», сквер 300-летия Красного Села (г. Красное Село).
- Воронья гора, Ореховая гора (высшая точка Санкт-Петербурга — 176 м), Нагорный парк (поселок Дудергоф).
- Явленный образ Симеона Богоприимца обретён 11 (24) мая 1800 года на выезде из Красного Села.

Также на территории района находится крупный жилой массив «Балтийская жемчужина».

## Транспорт
Красносельский район Петербурга — один из районов города, в которых отсутствует метрополитен — выходы ближайшей станции метро «Проспект Ветеранов 1» и «Проспект Ветеранов 2» находятся в Кировском районе. По этой причине эта станция по показателю пассажиропотока является самой загруженной станцией в России и странах бывшего СССР. Пассажиропоток станций достигает 83,8 тысяч человек/сутки (данные 2017 года).
Сейчас власти города и администрация метрополитена уже осуществляют развитие шестой линии. Жители района также могут пользоваться электричками, которые ходят до Балтийского вокзала.
В 2015 году состоялся конкурс на строительство станции метрополитена «Юго-Западная». Конкурс выиграла компания «Метрострой». По государственному контракту станция должна быть построена и введена в эксплуатацию не ранее 2024 года.

## Фото

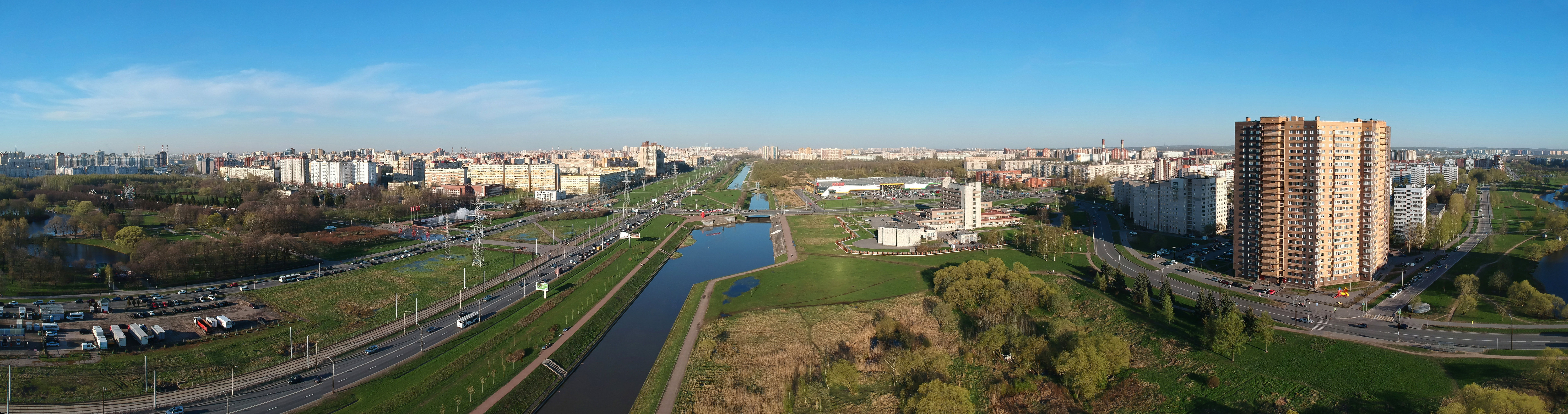
Вид на Дудергофский канал с высоты 100 метров